# Jehanabad (distrikt)
Jehanabad är ett distrikt i Indien.   Det ligger i delstaten Bihar, i den nordöstra delen av landet, 900 km sydost om huvudstaden New Delhi. Antalet invånare är 1 125 313. Arean är 1 569 kvadratkilometer. Jehanabad gränsar till Patna och Gayā.
Terrängen i Jehanabad är platt.
Följande samhällen finns i Jehanabad:
- Jahānābād